# 사육제

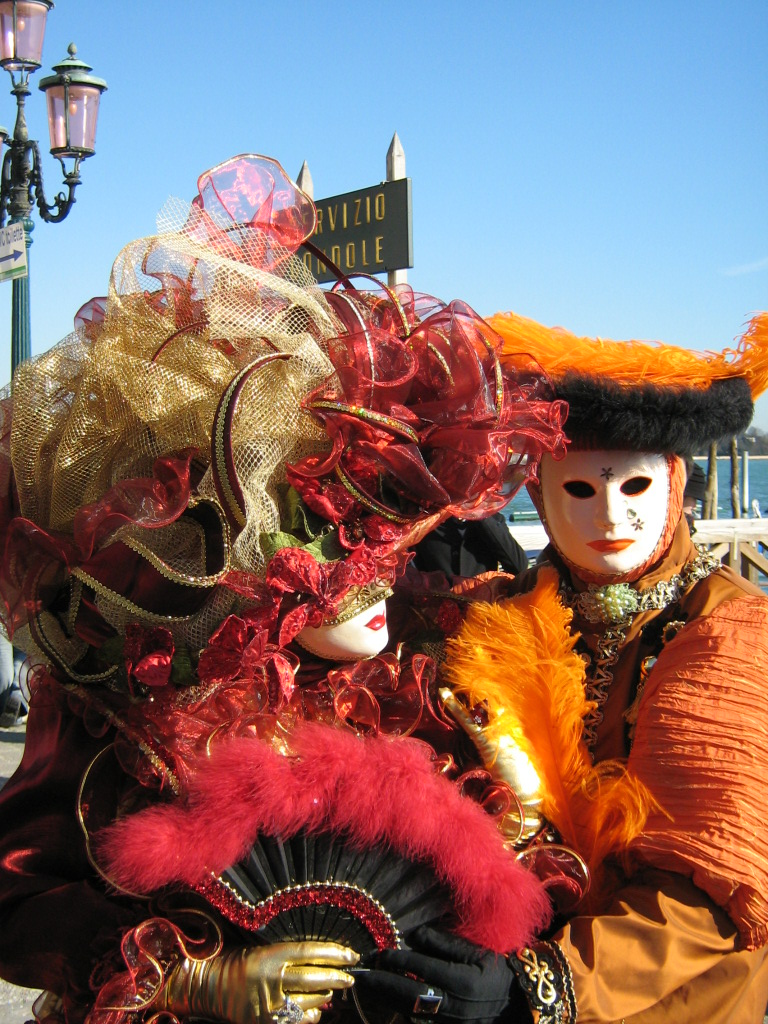

사육제(謝肉祭, 영어: Carnival 카니발[*])은 유럽과 남미등지에서 매년 2월 중하순 경 열리는 대중적 축제이다. 사육제는 엄격히 말하면 주현절(1월 6일, 주님 공현 대축일)부터 기름진 화요일(참회의 화요일, Mardi gras)까지의 기간을 의미하지만, 실질적으로는 의미가 약간 변화하여, 기간 자체보다는 이 기간 동안 열리는 다양한 행사를 뜻하게 되었다. 이 기간 동안 축제를 여는 것이 전통이 된 것은 이 기간이 끝나면 금육(禁肉)과 절제의 기간인 사순절이 시작되기 때문에, 그 전에 마음껏 신나게 놀고먹자라는 생각에서 비롯된 것이다.
사육제를 지칭하는 이탈리아어로 carnevale는 “고기를 금한다”(謝肉)는 뜻이다. 이 말은 carne (고기, 살) 과 levare (없애다, 탈하다)로 구성된 합성어로서, 이 단어로부터 불어 carnaval, 에스파냐어 carnaval, 영어 carnival, 독어 Karneval 등이 생겼다. 옛날에는 유럽 곳곳의 대도시와 시골 마을 등지에서 크고 작은 규모의 다양한 사육제가 많이 있었지만, 사육제 기간 동안 로마 가톨릭 교회의 금식 전통을 엄격히 지키는 사람이 점점 줄어들면서 현대에는 많이 사라졌다. 오늘날까지도 계속되는 몇몇 사육제들은 애초의 종교적 의미로부터는 동떨어진, 크고 화려한 볼거리로 변모하였다. 대부분, 가면이나 화장으로 분장을 하고, 기괴한 옷차림을 한 사람들이나 대형 인형들을 앞세워 거리를 행진하는 것으로 구성된다. 프랑스의 니쓰 사육제, 이탈리아의 베네치아 사육제 등이 국제적으로 유명하다.
원칙적으로 사육제는 참회의 화요일(재의 수요일 전날) 절정에 이르는 동시에 끝난다(오늘날에는 예외도 있음). 이 날은 매년 날짜가 조금씩 달라지지만 항상 화요일이다. 이 날을 기름진(gras) 화요일(mardi)이라 부르는 것은 역시 마찬가지 이유에서, 기름지고 풍요롭게 먹고 마시는 날이기 때문이다. 이튿날인 재의 수요일부터 사순절이 시작된다. 불어에서 비롯되었지만 여러 나라들에서 그대로 채용된 이 말은 사실상 사육제와 거의 동일어로 쓰인다.

## 같이 보기
- 사순절